# Melbourne Storm
Melbourne Storm är ett professionellt australiskt rugby league-fotbollslag som är baserat i Melbourne i Victoria. Laget grundades 1997 och spelar i australiska rugby league-serien National Rugby League.
Storm debuterade i ligan 1998 och vann sin första titel 1999 efter att ha vunnit NRL-finalen mot St. George Illawarra Dragons. De vann även mästerskapet säsongen 2012 och 2017.
Efter att Melbourne Storm vunnit NRL-finalerna 2007 och 2009 fråntogs klubben titlarna i efterhand på grund av brott mot löneregler.